# Universidade de Parma
A Universidade de Parma (em italiano:  Università degli Studi di Parma, UNIPR) é uma das universidades mais antigas do mundo, fundada no século XI.
É organizada em doze faculdades e conta com aproximadamente 30 mil alunos.